# Black Velvet
Black Velvet é uma canção de rock da cantora canadense Alannah Myles. Ela foi lançada como single em 17 de dezembro de 1989 nos Estados Unidos e 26 de fevereiro de 1990 no Canadá, alcançando a primeira posição da Billboard Hot 100 em 24 de março de 1990. A cantora também recebeu o Grammy Award de Best Rock Vocal Performance - Female pela canção em 1991.

### Desempenho nas tabelas musicais
| Chart (1989–1990)                             | Peak position |
| --------------------------------------------- | ------------- |
| Austrália (ARIA)                              | 3             |
| Áustria (Ö3 Austria Top 75)                   | 2             |
| Bélgica (Ultratop 50 de Flandres)             | 2             |
| Canadá (RPM Top Singles)                      | 10            |
| Dinamarca (IFPI)                              | 3             |
| Europa (Eurochart Hot 100)                    | 2             |
| Finlandia (Suomen virallinen lista)           | 4             |
| França (SNEP)                                 | 24            |
| Irlanda (IRMA)                                | 4             |
| Países Baixos (Dutch Top 40)                  | 3             |
| Países Baixos (Single Top 100)                | 3             |
| Nova Zelândia (Recorded Music NZ)             | 2             |
| Noruega (VG-lista)                            | 1             |
| Suécia (Sverigetopplistan)                    | 1             |
| Suíça (Schweizer Hitparade)                   | 1             |
| Reino Unido (UK Singles Chart)                | 2             |
| Estados Unidos (Billboard Hot 100)            | 1             |
| Estados Unidos (Billboard Adult Contemporary) | 7             |
| Estados Unidos (Billboard Album Rock Tracks)  | 1             |
| Estados Unidos (Billboard Top 40/Rock)        | 1             |
| Alemanha Ocidental (Official German Charts)   | 2             |

| Chart (2010)          | Peak position |
| --------------------- | ------------- |
| Dinamarca (Hitlisten) | 29            |

| Chart (2022)                     | Peak position |
| -------------------------------- | ------------- |
| Polónia (Polish Airplay Top 100) | 90            |

| Chart (2024)             | Peak position |
| ------------------------ | ------------- |
| Estonia Airplay (TopHit) | 71            |